# Brian Selznick
Brian Selznick (14 de julio de 1966), galardonado con el premio Caldecott, es un escritor e ilustrador estadounidense, autor de literatura infantil.

## Vida y carrera
Brian Selznick es un autor premiado Caldecott e ilustrador de libros infantiles y juveniles. Nacido el 14 de julio de 1966 en East Brunswick, New Jersey . Se formó en la Rhode Island School of Designe, para después, trabajar durante tres años en Libros Bisonhos para los niños en Manhattan, en cuanto trabajaba en su primer libro, "La Caja de Houdini". Brian recibió en 2008 la Medalla Caldecott por su obra "La invención de Hugo Cabret". El también venció la Caldecotte Honor para "Los dinosaurios del Waterhouse Hawkins". Entre los premios adicionales se incluyen: Texas Bluebonnet Premio, Premio de Rhode Island Children's Book, y el Premio Christopher.
Selznick nació en el municipio de East Brunswick, Nueva Jersey. El Sr. Selznick, cuyo abuelo era primo del legendario productor de Hollywood David O. Selznick, creció en East Brunswick, N.J., y es el mayor de tres hermanos. Se graduó en el colegio Rhode Island School of Design y trabajó durante tres años en Eeyore's Books for Children, en Manhattan, mientras trabajaba en su primer libro, The Houdini Box.
Selznick recibió en 2008 la Medalla Caldecott por La invención de Hugo Cabret. Así mismo, obtuvo el Honor Caldecott por su obra The Dinosaurs of Waterhouse Hawkins en 2002.   Otras distinciones incluyen el galardón Texas Bluebonnet Award, el Rhode Island Children's Book Award, y el Christopher Award. La invención de Hugo Cabret ha inspirado a numerosos estudiantes, que han tomado diversas iniciativas, como la organización, por parte de un curso de cuarto grado, de un festival de cine mudo, o un grupo de estudiantes de quinto grado, que adaptaron el libro para una representación de baile moderno de 30 minutos de duración. También es el autor de Wonderstruck, que será comercializada próximamente.
Es primo directo de David O. Selznick y Myron Selznick.
La invención de Hugo Cabret ha sido adaptada al cine por el director Martin Scorsese. La película fue estrenada en noviembre de 2011. La invención de Hugo Cabret narra la historia de un niño huérfano en París, en la década de los años 30, y de como intenta recomponer un autómata estropeado. El libro fue inspirado en un pasaje de Edison’s Eve, escrito por Gaby Wood. Este libro se centra en la colección de autómatas que perteneció a Georges Méliès. Tras su muerte, la colección fue desechada por el museo al que fue donada. Selznick, un forofo de Méliès y de los autómatas, quedó fascinado, imaginando como un niño robaba una de aquellas maravillas mecánicas.
Selznik cita a Maurice Sendak, autor de Where the Wild Things Are, y Remy Charlip, autor de Fortunately, como grandes influencias para sus revolucionarios libros: The Invention of Hugo Cabret y Wonderstruck.
Actualmente vive en Brooklyn, Nueva York y San Diego, California.

## Obras de Brian
- The Houdini Box (1991)
- The Robot King (1995)
- Boy of a Thousand Faces (2000)
- La invención de Hugo Cabret (The Invention of Hugo Cabret, 2007). Para la película: Hugo (La invención de Hugo)
- Maravillas (Wonderstruck,  2011)
- The Marvels (2015)

## Obras ilustradas por Selznick
- Amelia and Eleanor Go For a Ride: Basado en una historia real, Autor: Pam Munoz Ryan
- Barnyard Prayers, Autor: Laura Godwin
- The Boy Who Longed for a Lift, Autor Norma Farber
- The Dinosaurs of Waterhouse Hawkins, Autor: Barbara Kerley
- Doll Face Has a Party, Autor Pam Conrad
- The Doll People, Autor: Ann M. Martin y Laura Godwin
- The Dulcimer Boy, Autor: Tor Seidler
- Frindle, Autor: Andrew Clements
- The Landry News, Autor: Andrew Clements (de bolsillo)
- Lunch Money, Autor: Andrew Clements
- Marley's Ghost, Autor David Levithan
- The Meanest Doll in the World, Autor: Ann M. Martin y Laura Goodwin
- Our House: Stories of Levittown, Autor: Pam Conrad
- Riding Freedom, Autor: Pam Munoz Ryan
- The Runaway Dolls, Autor: Ann M. Martin y Laura Godwin
- The School Story, Autor: Andrew Clements
- Walt Whitman: Words for America, Autor: Barbara Kerley
- When Marian Sang, Autor: Pam Munoz Ryan
- Wingwalker, Autor: Rosemary Wells
- Wonderstruck, Autor: Brian Selznick
- The Invention Of Hugo Cabret, Autor: Brian Selznick
- The Walking Dead,Autor:Brian Selznick